# In the Region of Ice
In the Region of Ice ist ein US-amerikanischer Kurzfilm von Peter Werner aus dem Jahr 1976. Das Drehbuch beruht auf einer Kurzgeschichte von Joyce Carol Oates. Der von Andre R. Guttfreund und Werner produzierte Film wurde bei den 49. Academy Awards 1977 mit einem Oscar ausgezeichnet.

## Inhalt
Die scharfzüngige Nonne Irene, die auf der anderen Seite aber auch voller Mitgefühl und sehr einfühlsam sein kann, versucht einem mürrischen, emotional gestörten Jungen zu helfen und den Panzer aus Eis, der ihn umgibt, zu durchbrechen. Nach und nach stellt sich heraus, wie klug und geistreich der junge Mann ist, der als Student ein katholisches College besucht, an dem Schwester Irene das Fach Englisch unterrichtet. Zwischen Lehrerin und Schüler baut sich langsam ein Vertrauensverhältnis auf.
Der Filmtitel bezieht sich auf den Prozess des Auftauens des Panzers, den der Junge wie einen Schutzwall um sich herum aufgebaut hat.

## Produktion, Veröffentlichung
Es handelt sich um eine Produktion des Center for Advanced Film Studies, Phoenix Films. Der Film wurde vom American Film Institute subventioniert.
In the Region of Ice wurde am 6. Oktober 1976 auf dem New York Film Festival aufgeführt.

## Auszeichnung
- Oscarverleihung 1977: Oscar an Andre R. Guttfreund und Peter Werner in der Kategorie „Bester Kurzfilm“